# Royal Blue (Film)
Royal Blue (Originaltitel: Red, White & Royal Blue) ist eine US-amerikanische Liebeskomödie aus dem Jahr 2023. Regie führte Matthew López, der gemeinsam mit Ted Malawer auch das Drehbuch schrieb. Der Film basiert auf dem gleichnamigen Roman von Casey McQuiston aus dem Jahr 2019.
Royal Blue wurde am 11. August 2023 auf Prime Video veröffentlicht.

## Handlung
Alex Claremont-Diaz, der Sohn von Ellen Claremont, der ersten weiblichen Präsidentin der Vereinigten Staaten, nimmt mit seiner besten Freundin Nora Holleran an der königlichen Hochzeit von Prinz Phillip teil. Alex verabscheut Prinz Henry, Phillips Bruder und Enkel des Königs. Während des Empfangs kommt es zwischen den beiden zu einer Auseinandersetzung, die dazu führt, dass die Hochzeitstorte auf sie fällt, was wiederum große Aufmerksamkeit erregt.
Um die Auswirkungen der Presse zu minimieren, insbesondere da Ellen eine Wiederwahl anstrebt, sind Alex und Henry gezwungen, eine Reihe von Interviews und öffentlichen Besuchen zu absolvieren und sich als Freunde auszugeben. Alex gesteht Henry, dass seine Verachtung für ihn auf seinen ersten öffentlichen Auftritt als Sohn der Präsidentin zurückgeht, bei dem Henry sehr schroff war, was Alex sehr verletzte. Daraufhin verrät Henry, dass diese Gefühllosigkeit auf die Tatsache, dass ihm nicht der Raum gegeben wurde über den Tod seines Vaters zu trauern, zurückzuführen ist. Die beiden versöhnen sich, tauschen Handynummern aus und werden tatsächlich Freunde.
Auf Alex’ jährlicher Neujahrsparty flieht Henry von der Party, nachdem er gesehen hat, wie Alex um Mitternacht von mehreren Mädchen geküsst wird. Alex folgt ihm und stellt ihn zur Rede. Daraufhin küsst Henry Alex schließlich. Danach bricht Henry den Kontakt zu Alex ab, was diesen irritiert. Nachdem er sich Nora anvertraut hat, erkennt Alex, dass Henry Gefühle für ihn haben muss, und gesteht sich seine eigenen ein.
Wochen später trifft sich Alex beim President’s Dinner wieder mit Henry, den er küsst und mit ihm zusammenkommt. Das Paar verheimlicht ihre Beziehung, wobei nur Beatrice, Nora, Percy und der Secret Service von ihrer Beziehung erfahren.
Alex, der seine Mutter Ellen gerne beim Wahlkampf unterstützen will, wird von dieser nach Texas geschickt, um dort ihren Wiederwahlkampf zu leiten. Eines Nachts besucht ihn Henry und die beiden haben Sex. Am nächsten Morgen entdeckt Zahra, die stellvertretende Stabschefin des Weißen Hauses, die beiden zusammen, bestraft das Paar und fordert Henry auf, nach England zurückzukehren. Später outet sich Alex gegenüber Ellen, die ihn unterstützt, ihn jedoch warnt, dass er sicherstellen soll, dass er es mit Henry ernst meint, wenn man die internationalen Auswirkungen ihrer Beziehung bedenkt.
Alex lädt Henry in das Ferienhaus seines Vaters in Austin ein, wo er beginnt, ihm seine Liebe zu gestehen. Henry, der weiß, dass er sich aufgrund seiner Erwartungen als Mitglied der königlichen Familie nicht offen zu Alex bekennen kann, verlässt heimlich das Haus und beendet die Beziehung. Frustriert besucht Alex Henry in London und verlangt Antworten. Auch Henry bringt seine Liebe zu Alex zum Ausdruck, gesteht jedoch, dass er als Mitglied der königlichen Familie nicht in der Lage sei, offen er selbst zu sein. Alex versichert ihm, dass sie sich zu ihren eigenen Bedingungen lieben können, und die beiden versöhnen sich.
Einige Zeit später werden die persönlichen E-Mails von Alex und Henry an die Presse weitergegeben. Hinter dem E-Mail-Leck steckt der Journalist Miguel Ramos, der einst eine Affäre mit Alex hatte. Infolgedessen wird dem Paar sowohl vom Buckingham Palace als auch vom Weißen Haus bis auf Weiteres ein Kontaktverbot erteilt, bis Zahra Kontakt zu Shaan, Henrys persönlichen Assistenten, aufnimmt, mit dem Zahra eine geheime Beziehung hat. Alex fliegt sofort nach London, um sich wieder mit Henry zu vereinen. Der König lädt sie zu einem Treffen ein und teilt ihnen mit, dass er zwar glaubt, dass ihre Liebe echt ist, sie aber nicht zusammen sein können, da die Beziehung dem traditionellen Bild der Krone widerspricht. Alex und Henry bemerken jedoch eine Menschenmenge, die sich vor dem Buckingham Palace versammelt hat, um Henry und Alex zu unterstützen. Gestärkt treten sie gemeinsam nach draußen und begrüßen das Publikum als Paar.
Einige Wochen später steht die Wahl von Ellen an. Ihr Sieg hängt einzig von Texas ab. Dank Alex’ Plan und der weitverbreiteten Akzeptanz von Alex’ und Henrys Romanze gewinnt Ellen den Wahlkampf.

## Produktion
Im April 2019 wurde berichtet, dass Amazon Studios sich die Filmrechte an Royal Blue gesichert hatte. Der Film sollte von Berlanti Productions produziert werden. Im Oktober 2021 wurde bekannt gegeben, dass der Drehbuchautor Matthew Lopez bei dem Film Regie führen würde.
Im Juni 2022 wurden Taylor Zakhar Perez als Alex Claremont-Diaz und Nicholas Galitzine als Prinz Henry in den Hauptrollen bekannt gegeben. Uma Thurman wurde für die Rolle der Ellen Claremont bestätigt. Clifton Collins Jr., Stephen Fry, Sarah Shahi, Rachel Hilson, Ellie Bamber, Aneesh Sheth, Polo Morín, Ahmed Elhaj und Akshay Khanna wurden ebenfalls für die Besetzung angekündigt. Im Juli 2022 wurden Sharon D. Clarke, Malcolm Atobrah und Thomas Flynn gecastet.
Die Dreharbeiten fanden zwischen Juni und August 2022 im  Vereinigten Königreich statt. Gedreht wurde unter anderem in London, Kent, Hampshire und im Victoria and Albert Museum in Kensington.
In den ersten deutschen Trailern wurde der Film mit dem Titel Rot, Weiß und Königlich Blau beworben, worauf Fans Kritik äußerten, da der Titel des Buches anders lautete und die Fehlübersetzung von „Royal Blue“, die im Deutschen korrekt „Königsblau“ lauten würde, zu Verwirrung führte. Amazon Prime Deutschland änderte darauf kurz vor der Veröffentlichung den Titel des Films und des Trailers; im Trailer selbst ist der alte Titel jedoch noch sichtbar.

## Synchronisation
Die deutschsprachige Synchronisation entstand unter der Dialogregie und nach einem Dialogbuch von Karlo Hackenberger durch die Synchronfirma Arena Synchron GmbH in Berlin.
| Rolle               | Darsteller          | Synchronsprecher     |
| ------------------- | ------------------- | -------------------- |
| Alex Claremont-Diaz | Taylor Zakhar Perez | Karim El Kammouchi   |
| Prinz Henry         | Nicholas Galitzine  | Max Felder           |
| Ellen Claremont     | Uma Thurman         | Petra Barthel        |
| Oscar Diaz          | Clifton Collins Jr. | Thomas Wenke         |
| Zahra Bankston      | Sarah Shahi         | Alexandra Wilcke     |
| Nora Holleran       | Rachel Hilson       | Gabrielle Pietermann |
| König James III     | Stephen Fry         | Lutz Riedel          |
| Prinzessin Beatrice | Ellie Bamber        | Lydia Morgenstern    |
| Prinz Philip        | Thomas Flynn        | Lasse Dreyer         |
| Percy Okonjo        | Malcolm Atobrah     | Kaze Uzumaki         |
| Shaan Shrivislava   | Akshaye Khanna      | Armin Schlagwein     |
| Premierministerin   | Sharon D. Clarke    | Regina Lemnitz       |
| Amy Gupta           | Aneesh Sheth        | Meike Finck          |
| Miguel Ramos        | Juan Castano        | Sebastian Kluckert   |
| Jeffery Richards    | Donald Sage Mackay  | Martin Schubach      |
| Nachrichtensprecher | Rachel Maddow       | Nina Herting         |

## Soundtrack
Der Soundtrack zum Film wurde von Drum & Lace komponiert. Das Soundtrack-Album wurde am 11. August 2023 von Lakeshore Records veröffentlicht.
Das Album enthält Songs der Künstler Vagabon und Oliver Sim. If I Loved You von Vagabon wurde am 26. Juli 2023 als Promo-Single veröffentlicht. Es ist eine Coverversion des gleichnamigen Songs aus dem Musical Carousel. Es folgte Fruit (Red, White & Royal Blue Version) von Sim am 3. August 2023. Es ist eine orchestrale Version seines gleichnamigen Songs aus seinem 2022 erschienenen Album Hideous Bastard.

## Rezeption
Royal Blue erreichte bereits am Premierenwochenende weltweit Platz 1 bei Prime Video. Laut Amazon zählt der Film inzwischen zu den drei meistgesehenen romantischen Komödien aller Zeiten bei Prime Video.
Die Website Rotten Tomatoes meldete eine Bewertung von 76 % auf der Grundlage von 116 Kritiken mit einer Durchschnittsbewertung von 6,4/10. Der Konsens auf der Website lautet: „Amüsant und charmant, Royal Blue ist eine fröhliche, schablonenhafte Liebeskomödie, die Inklusion begrüßt, ohne auf Stereotypen zurückzugreifen.“ Metacritic, das einen gewichteten Durchschnitt verwendet, wies dem Film eine Punktzahl von 62 von 100 auf der Grundlage von 25 Kritikerbewertungen zu, was „allgemein positive Bewertungen“ bedeutet.